# Emergenza malese
L'Emergenza malese (in inglese: Malayan Emergency e in malese Darurat Malaya) è stata un periodo di guerriglia combattuta dal 1948 al 1960 nell'allora Federazione della Malesia e che vide opporsi le forze pro-indipendentiste dell'Esercito di liberazione nazionale malese, braccio armato del Partito Comunista Malese, e le forze armate britanniche e del Commonwealth.

## Cause scatenanti
Il Partito Comunista Malese è stato fondato nel 1930 e aveva come obiettivo l'espulsione dei britannici dalla penisola malese; dal momento che la maggior parte dei suoi sostenitori erano cinesi di Singapore, l'invasione giapponese della Cina nel 1937 portò il partito ad assumere posizioni antigiapponesi senza però collaborare con i britannici. In seguito all'Operazione Barbarossa il Partito Comunista Malese offrì assistenza all'amministrazione coloniale malese, che rifiutò. Dopo la caduta di Singapore il 15 febbraio 1942 il Partito Comunista formò il Malayan Peoples' Anti-Japanese Army (MPAJA), un movimento di guerriglia composto prevalentemente da cino-malesi addestrato e armato dagli Alleati.
Dopo la guerra ai membri del MPAJA, al momento dello scioglimento avvenuto il 1º dicembre 1945, venne offerto di entrare a far parte della polizia o nel Royal Malay Regiment; diverse armi catturate o ottenute dai guerriglieri durante la guerra vennero nascoste e dunque non vennero restituite al governo coloniale. Il Partito Comunista Malese ottenne il supporto dei maggiori sindacati e diede inizio a una serie di scioperi e azioni di terrorismo contro piantagioni, miniere e stazioni di polizia per destabilizzare il governo coloniale: tra ottobre 1945 e dicembre 1947 si registrarono 191 tra omicidi e rapimenti, che aumentarono a 107 nei soli primi 6 mesi del 1948.

### Situazione sociale
Durante l'occupazione giapponese della Malesia le risorse locali vennero esportate in misura contenuta solamente verso l'impero giapponese e pertanto diverse piantagioni di gomma e miniere, principalmente di stagno, vennero abbandonate. Nel dopoguerra la ripresa economica avvenne molto lentamente e la struttura amministrativa, incluse le forze di polizia, era carente di personale. I cino-malesi costituivano circa il 38% della popolazione locale e, ad eccezione della breve esperienza dell'Unione malese, non ottennero mai una rappresentanza nell'apparato politico malese venendo di fatto segregati. Diversi cino-malesi rifugiatisi nelle campagne ai margini della giungla per sottarsi alla scarsità di cibo che occorreva in Malaysia divennero il principale sostegno del Partito Comunista e del suo braccio armato, l'Esercito di liberazione nazionale malese (MNLA), che venne fondato da Chin Peng, già leader della lotta antigiapponese, e che comprendeva tra le sue file, secondo fonti di intelligence britannica, il 60% degli ex membri del MPAJA. Il Min Yuen costituiva la branca civile del MNLA ed era responsabile degli approvvigionamenti dei gruppi armati e delle operazioni di intelligence.

## Svolgimento

### 1948-1950

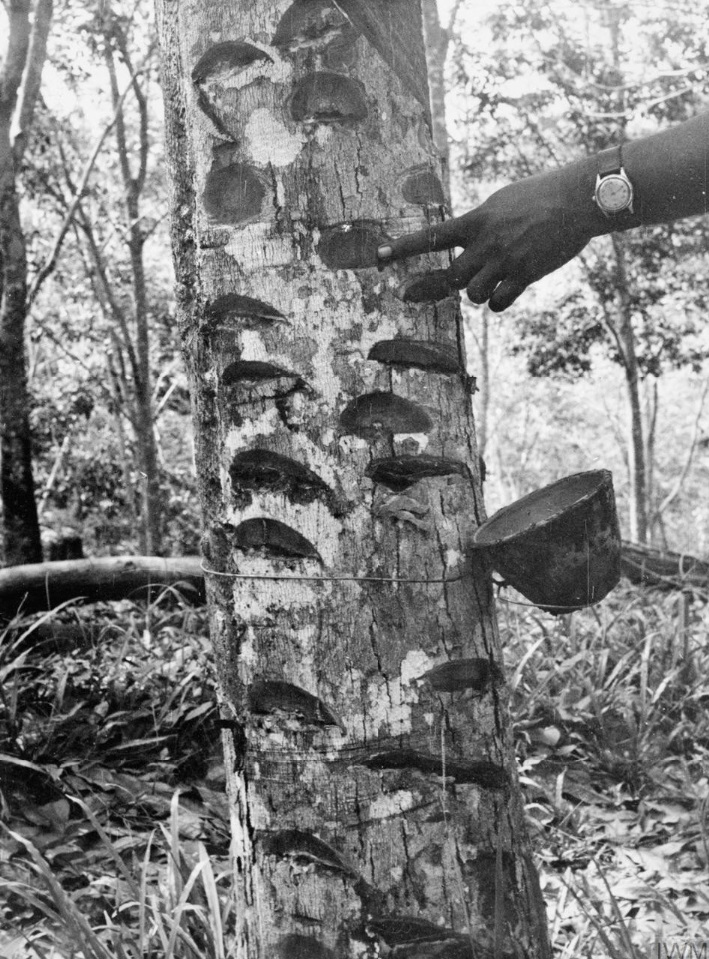
Danni a una piantagione di gomma causati dagli insorti nel vano tentativo di rallentare l'economia britannica

Il 18 giugno 1948 il governo della Federazione della Malesia proclamò lo stato di emergenza e dichiarò fuorilegge il Partito Comunista Malese in risposta all'omicidio di tre proprietari di piantagioni avvenuto il 16 giugno nei pressi di Sungai Siput, nello stato del Perak. A causa della disorganizzazione amministrativa e dell'esiguo organico delle forze armate e di polizia (nel 1948 si contavano in tutta la Malesia circa 10 000 poliziotti e 11 500 militari, di cui circa la metà in ruoli di combattimento, a fronte di circa 12 000 guerriglieri) la reazione britannica fu lenta e si concentrò inizialmente nel condurre pattuglie nelle zone rurali e stabilire presidi vicino ai villaggi, nella distruzione di villaggi identificati come basi del MNLA e nel rinforzare le forze di polizia, integrando le guardie private delle piantagioni o delle miniere nello Special Constabulary, una forza di polizia composta da volontari, e nella polizia ausiliaria. Le operazioni vennero affidate alla polizia con l'ausilio delle forze armate.

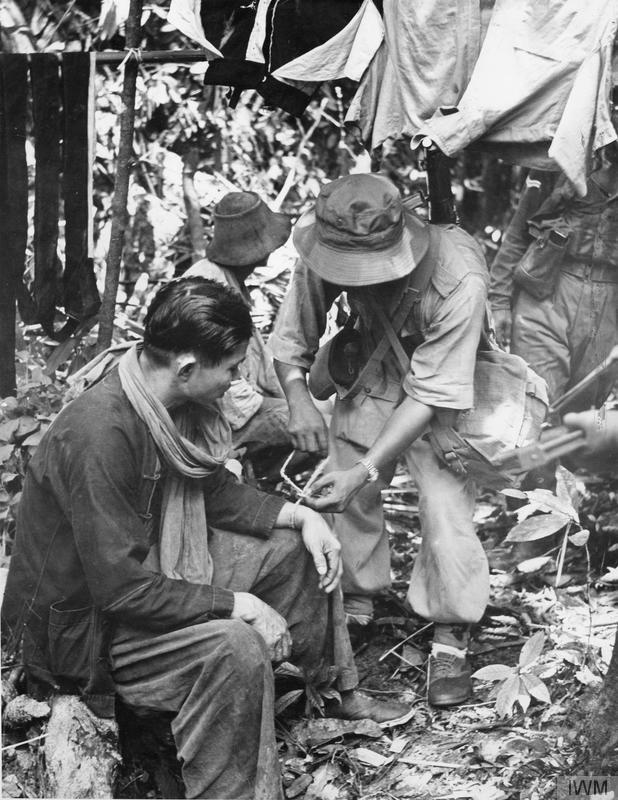
Due sospetti catturati dalla polizia malese nella giungla

A partire dal tardo 1949 il MNLA si riorganizzò per contrastare le operazioni antiterrorismo dividendosi in gruppi di dimensioni ridotte e ritirandosi nella giungla, dedicandosi principalmente ad azioni di sabotaggio.
Complessivamente i primi tre anni di conflitto si conclusero con uno stallo a causa dell'adozione di tattiche non adatte al contrasto della guerriglia, della corruzione della polizia e del continuo afflusso di cinesi verso i guerriglieri: dal momento che le forze di polizia erano composte prevalentemente da malesi, che molti agenti si ritorsero indiscriminatamente contro i cinesi ritenendoli associati al Partito Comunista e dato che diversi villaggi vennero distrutti anche se scollegati dalla guerriglia, lasciando numerosi cinesi senza un rifugio, l'afflusso verso i campi dei guerriglieri fu sostenuto.

### 1950-1954
In aprile 1950 il tenente generale Harold Rawdon Briggs venne nominato capo delle operazioni in Malesia dopo avere accumulato esperienza controguerriglia in Birmania. Alla fine di maggio diede inizio al cosiddetto Piano Briggs, che consisteva nel separare la guerriglia dai suoi sostenitori, coordinare le forze militari, di polizia e civili, rinforzare la propria intelligence e nel distribuire uniformemente le forze di sicurezza sul territorio, iniziando la lotta alla guerriglia da sud e procedendo verso nord. Per isolare il MNLA dai suoi sostenitori a partire dal 1º giugno 1950 gli occupanti delle zone rurali vennero internati in villaggi chiamati new villages. Questi insediamenti, collocati entro 10 km dall'insediamento evacuato, erano circondati da filo spinato e impianti di illuminazione, erano costantemente presidiati dalla polizia e disponevano di servizi per i residenti come acqua corrente, scuole e assistenza medica. Entro la fine del 1951 circa 500 000 persone vennero trasferite in 500 villaggi. I villaggi che vennero sgomberati vennero distrutti. Ai rilocati venne offerta la possibilità di lavorare stipendiati nelle piantagioni di gomma e nelle miniere di stagno, rilanciate dall'inizio della guerra di Corea e i cui prezzi di esportazione aumentarono, contribuendo a finanziare la campagna britannica.
Il 6 ottobre 1951 l'Alto commissario in Malesia Henry Gurney venne assassinato in un'imboscata del MNLA. Il generale Gerald Templer venne nominato come suo successore ed ereditò anche la carica di capo delle operazioni lasciata vacante dal generale Briggs, nel frattempo pensionato. Durante il mandato biennale di Templer il Piano Briggs venne mantenuto in esecuzione e le forze di polizia vennero espanse e aperte ai cino-malesi. A partire dal 1952 le operazioni nella giungla vennero intensificate ed entro il 1954 la guerriglia, privata dei rifornimenti, venne notevolmente indebolita; entro quell'anno due terzi dei guerriglieri erano stati uccisi o catturati. Nel 1953 Templer, per incentivare la collaborazione dei civili, introdusse un sistema per cui le aree dove la guerriglia era stata annientata venivano dichiarate "zona bianca" e le restrizioni dello stato di emergenza venivano rimosse.

### 1954-1960

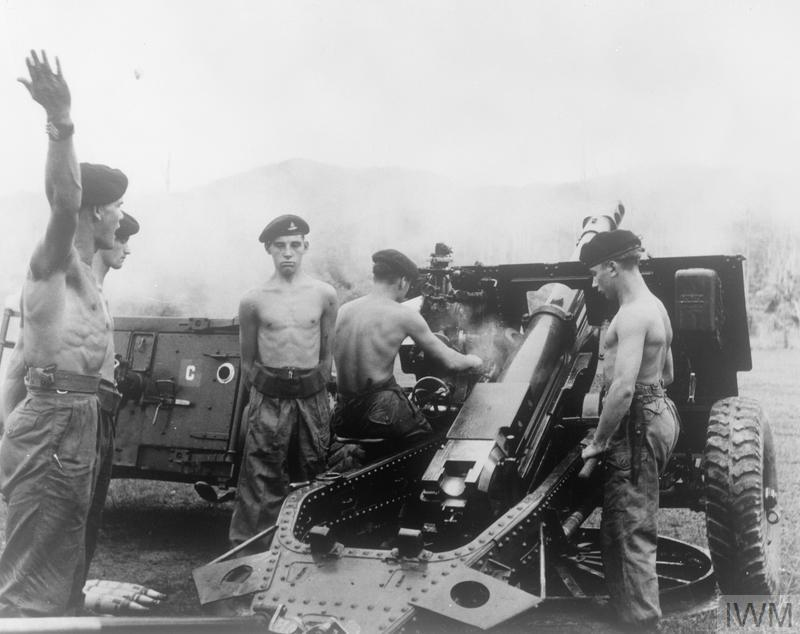
Artiglieria britannica in azione contro posizioni degli insorti

Il capo delle operazioni successore di Templer, generale Geoffrey Bourne, modificò la strategia di Briggs che prevedeva un attacco da sud verso nord ordinando di attaccare prima dove la guerriglia era ritenuta più debole per poi concentrare un gran numero di truppe nelle zone liberate, dalle quali sarebbero dovute procedere nel resto della penisola. L'8 settembre 1955 il governo malese concesse un'amnistia con la quale prometteva ai guerriglieri che si fossero consegnati spontaneamente che non sarebbero stati processati per azioni legate all'emergenza.
Nel 1955 Chin Peng, consapevole della situazione nella quale versava il MNLA, si dichiarò pronto ad iniziare una trattativa con i britannici e il governo malese per cessare le ostilità. Durante le trattative, iniziate il 28 dicembre, il governo malese guidato da Tunku Abdul Rahman rifiutò ogni richiesta del Partito Comunista e, in risposta alla ripresa delle ostilità, la Nuova Zelanda inviò proprie truppe e velivoli. L'8 febbraio 1956 l'amnistia venne revocata. Dal 1956 il comando delle operazioni passò al generale Roger Bower, che rimase in carica fino al 1957.
Il 31 agosto 1957 alla Malaysia venne concessa l'indipendenza. Nell'occasione Tunku Abdul Rahman, il nuovo capo di Stato già primo ministro sotto il dominio britannico, affermò di voler concludere la guerra contro i comunisti entro il 31 agosto 1958.
Le ultime sacche di resistenza si arresero nei dintorni di Teluk Intan nel 1958. Lo stato di emergenza venne revocato il 31 luglio 1960.

## Conseguenze
Dopo la fine dell'emergenza gli ultimi insorti rimasti si ritirarono verso il confine tra Malaysia e Thailandia, dove si riorganizzarono e diedero inizio il 17 giugno 1968, 20 anni dopo la proclamazione dell'emergenza, all'insurrezione comunista in Malaysia, che si concluse con un cessate il fuoco e con lo scioglimento del Partito Comunista Malese.